# Jack Cropp
John Urquhart (Jack) Cropp  (Hokitika, 23 mei 1927 – Takaka, 25 juni 2016) was een Nieuw-Zeelands zeiler.
Door de oprichting Nieuw-Zeelandse zeilbond in 1954 mocht Nieuw-Zeeland in 1956 deelnamen aan de Olympische Zomerspelen bij het zeilen. Cropp won samen met Peter Mander tijdens de spelen van 1956 de gouden medaille in de Sharpie 12m2 klasse.

## Olympische Zomerspelen
| Jaar | Plaats    | Resultaten          |
| ---- | --------- | ------------------- |
| 1956 | Melbourne | Sharpie 12m2 klasse |